# Дорі Артур Михайлович
Дорі Артур Михайлович (нар. 1 жовтня 1995, смт Королево Виноградівського району на Закарпатті) — український футболіст, нападник.

## Клубна кар'єра
Виступав за ФК «Севлюш» (Виноградів).
Нині — нападник ФК «Тернопіль».